# Rumohra
Rumohra is een geslacht van varens uit de niervarenfamilie (Dryopteridaceae). De soorten komen voor van Zimbabwe tot in Zuid-Afrika, op de eilanden in de westelijke Indische Oceaan, van Nieuw-Guinea tot in Australazië en in (sub)tropisch Amerika.

## Soorten
- Rumohra adiantiformis (G.Forst.) Ching
- Rumohra berteroana (Colla) R.Rodr.
- Rumohra capuronii Tardieu
- Rumohra glandulosa Tardieu
- Rumohra glandulosissima Sundue & J.Prado
- Rumohra humbertii Tardieu
- Rumohra linearisquamata Rakotondr.
- Rumohra lokohensis Tardieu
- Rumohra madagascarica (Bonap.) Tardieu
- Rumohra ponceana Arana, M.L.Luna & Giudice
- Rumohra turficola R.M.Senna

Onderfamilie Dryopteridoideae

Geslachten: Acrophorus · Acrorumohra · Arachniodes · Ctenitis · Cyrtogonellum · Cyrtomidictyum · Cyrtomium · Diacalpe · Dryopolystichum · Dryopsis · Dryopteris (Niervaren) · Leptorumohra · Lithostegia · Peranema · Phanerophlebia · Polystichopsis · Polystichum (Naaldvaren)

Onderfamilie Elaphoglossoideae

Geslachten: Arthrobotrya · Bolbitis · Cyclodium · Elaphoglossum · Lastreopsis (incl. Trichoneuron) · Lomagramma · Maxonia · Megalastrum · Mickelia · Olfersia · Polybotrya · Rumohra · Stigmatopteris · Teratophyllum

Insertis sedis

Geslachten: Adenoderris · Coveniella · Dracoglossum · Revwattsia · Stenolepia